# Megachile meruensis
Megachile meruensis là một loài Hymenoptera trong họ Megachilidae. Loài này được Friese mô tả khoa học năm 1909.